# Metopius errantia
Metopius errantia là một loài tò vò trong họ Ichneumonidae.